# ミツオビアルマジロ
ミツオビアルマジロ（三帯犰狳、Tolypeutes tricinctus）は、被甲目アルマジロ科ミツオビアルマジロ属に分類されるアルマジロ。

## 分布
ブラジル東部固有種

## 形態
体長20-27.3cm。尾長6-8cm。体重1-1.5kg。肩と腰の間にある帯状の鱗甲板（帯甲）は2-4本。種小名tricinctusは「3つ帯」の意で和名、英名と同義。腹面は暗褐色の体毛で覆われる。
出産直後の幼獣でも爪が硬い。

## 生態
開けた森林と草原の境目に生息する。群れは形成せず単独で生活する。オオアリクイの古巣などを巣穴にする。爪の先端を地面につけて移動し、素早く走行することもできる。危険を感じると体を丸める防御姿勢をとる。
食性は雑食で昆虫類、節足動物、小型爬虫類、動物の死骸、果実などを食べる。
繁殖形態は胎生。妊娠期間は約120日。1回に1匹の幼獣を産む。出産直後の幼獣でも歩行や防御行動を行うことができる。授乳期間は約72日。生後9-12か月で性成熟する。

## 人間との関係
生息地では食用とされることもある。
開発による生息地の破壊、食用の乱獲などにより生息数は激減している。